# Я більше не буду
«Я більше не буду» (рос. «Я больше не буду») — український радянський художній фільм-казка 1975 року режисера Євгена Шерстобитова.

## Сюжет
Черговий чарівник з Бюро незвичайних послуг надсилає неслухняному хлопчику Вові двійника — Вову II, і, таким чином, дає хулігану можливість подивитися на себе з боку.

## Творча група
- Автор сценарію: Зиновій Гердт, Михайло Львовський
- Режисер: Євген Шерстобитов
- Оператор: Михайло Чорний
- Композитор: Михайло Бойко